# 剣持学人
剣持 学人（けんもち まなと、Manato Kemmochi）は、日本の映像音楽などの音楽プロデューサー。株式会社グランドファンク取締役社長。
神奈川県相模原市出身。

## 略歴・人物
明治大学を卒業後、広告代理店（博報堂）から株式会社グランドファンクに音楽プロデューサーとして入社。
映画「音楽(アニメーション映画)」でアヌシー国際アニメーション映画祭にて最優秀音楽賞を受賞。

## 受賞歴
2015 My Japan Award Special Recognition prize
2016 Live2D Creative Awards runner-up prize
2017 57th ACC Creative Awards Interactive (Category)
2017 Good Design Award Best 100
2018 第21回文化庁メディア芸術祭エンターテインメント部門 優秀賞
2019 Japan Youtube Ads Leaderboard 2019(First Half) TOP 10
2019 オタワ国際アニメーションフェスティバル　”Our Sound”(Feature Film) Grand Prix
2020 第30回映画祭TAMA CINEMA FORUM　TAMA映画賞 特別賞
2020 アヌシー国際アニメーション映画祭長編部門 最優秀音楽賞
2020 第14回アジアフィルムアワード アカデミー賞 Best Original Music nominate
2021 第48回アニー賞長編インディペンデント部門ノミネート
2021 第24回文化庁メディア芸術祭エンターテインメント部門 大賞(音楽:Our Sound)

## 作品

### 映画
「MovieWalker」のリストを参照。MovieWalkerに掲載の無い作品は追加脚注。
- ワーナー・ブラザーズ「12人の死にたい子どもたち」
- 松竹「ザ・ファブル」
- 松竹「午前0時、キスしに来てよ」
- ロックンロール・マウンテン「音楽」
- ハピネットファントム・スタジオ「サマーフィルムにのって」
- エレファント・ハウス「青葉家のテーブル」

### ドラマ
- 日本テレビ「視覚探偵日暮旅人」、
- dTV(フジテレビ)「パパ活」
- WOWOW「闇の伴走者 ~編集長の条件」
- TBS|Paravi「SPECサーガ完結篇『SICK’S』」
- 北欧、暮らしの道具店「青葉家のテーブル」
- 日本テレビ「ゼロ 一獲千金ゲーム」
- TOKYO MX「ガールはフレンド」
- BOLERO「AUGUST」「NOVEMBER」
- テレビ東京「東京交差点」
- KURASHI&Trips PUBLISHING「ひとりごとエプロン」
- フジテレビ「乃木坂シネマズ」
- フジテレビ「日本一の最低男 ※私の家族はニセモノだった」

### ゲーム
- SQUARE ENIX 「星と翼のパラドクス」
- 任天堂「ピクミン3 デラックス」

### 舞台
- 宝塚歌劇団「シルクロード-盗賊と宝石-」
- 葉加瀬太郎「VIOLINISM Ⅲ(Introduction movie sound design)」
- HOTEL SHE,「泊まれる演劇シリーズ」
- SCRAP「青梅雨に届いた手紙」

### CM
「資生堂」「東京海上日動」「森永乳業」「デンソー」「KOSE」「KOWA」「FRISK」「audio-technica」「Volkswagen」「ONODERA GROUP」「帝人」「ミツカン」「AC JAPAN」「ダイハツ」「Pizza Hut」「ぼんち」「Google」「GU」「野村アセットマネジメント」「LION」「SUNSTAR」「名鉄不動産」「総合資格学院」「アソビズム」「All Hearts Company」「panasonic」「JRA」「BANDAI」「三菱電機」「MQDC」「CALPIS」「freee」「ゆうちょ銀行」「長谷工不動産」「バンダイ」「freee」「森永製菓」 「サッポロ一番」など